# Okamenjena šuma (1936.)
Okamenjena šuma (eng. The Petrified Forest) je gangsterski film noir  Archieja Mayoa iz 1936. s  Lesliejem Howardom, Bette Davis i  Humphreyjem Bogartom u glavnim ulogama. Nastao na temelju istoimenog kazališnog komada Roberta E. Sherwooda. Bila je ključna Bogartova uloga u njegovoj ranoj karijeri kojom je stekao status velike zvijezde. Okamenjena šuma doživjela je i televizijsku adaptaciju, s Bogartom,  Henryjem Fondom i Lauren Bacall u glavnim ulogama.

## Radnja
Film je radnjom smješten u sjevernu  Arizonu, u područje zvano Okamenjena šuma. Alan Squier, stopirajući, zaluta u restoran pokraj ceste. Vode ga Jason Maple (Porter Hall), njegova kći Gabby, i njezin djed (Charley Grapewin), "starac kojeg je promašio Billy the Kid".
Gabbyna majka, koja se zaljubila u mladog zgodnog Amerikanca u vojnoj uniformi, udala se za Gabbyna oca. Ali nakon toga je počela živjeti u zabačenoj pustinji s "otupjelim muškarcem". Preselila se natrag u  Francusku kad je Gabby bila dijete. Sada joj šalje poeziju, dok njezina kći sanja kako će posjetiti Bourges jednog dana kad bude studirala umjetnost. Gabby pokazuje Alanu svoje slike i čita mu omiljenu poeziju Francoisa Villona. Alanu Squieru, koji se smatra propalim piscem, Gabby predstavlja budućnost te smatra kako su njezina gorljivost i optimizam dirljivi i osvježavajući.
Nakon što se Duke Mantee, "svjetski poznati ubojica", i njegova banda pojavljuju i uzimaju sve kao taoce, Alan se dogovara s njim. Dok je Gabby bila izvan sobe, Alan potpisuje policu osiguranja na nju i kaže Dukeu da ga upuca. "Tebi je ionako svejedno, Duke. Uostalom ako te uhvate, mogu te objesiti samo jednom..." Drugom čovjeku kaže: "Živ joj ne vrijedim ništa. Mrtav joj mogu kupiti najvišu katedralu, i zlatne vinograde, i plesanje na ulicama."

## Casting
Iako je postigao veliki uspjeh u predstavi na Broadwayu, Bogart prvotno nije bio angažiran za filmsku verziju. Studio Warner Bros. je imao u vidu  Edwarda G. Robinsona, jer je bio pod ugovorom s njima, dok Bogart nije. Legenda kaže kako je Howard lobirao kod Jacka Warnera da angažira Bogarta kad ga je ovaj nazvao iz New Yorka i podsjetio ga kako je obećao da neće nastupiti u filmskoj verziji bez Bogarta u ulozi Manteeja. Prema novinaru i piscu Robertu Sklaru, međutim, Bogart je dobio ulogu jer Robinson nije htio nastupiti u još jednoj gangsterskoj ulozi. Što god bila istina, film je bez sumnje izgradio Bogartovu reputaciju u Hollywoodu nakon čega je ostao vječno zahvalan Howardu - nazvavši svoju kćer po njemu.

## Obrada
Okamenjena šuma snimljena je 1955. i u televizijskoj verziji, s Bogartom u ulozi Manteeja,  Henryjem Fondom u ulozi Leslieja Howarda i Bogartovom suprugom Lauren Bacall ulozi Bette Davis. U ostalim ulogama su nastupili Jack Klugman, Richard Jaeckel i Jack Warden.

## Zanimljivosti
- Na setu se greškom pojavio  kaktus, koji ne raste u tom području.
- Razgovor između Leslieja Howarda i Bette Davis parodiran je u crtanom filmu iz 1937., She Was an Acrobat's Daughter.
- Scena stopiranja s Lesliejem Howardom parodirana je od strane komičara Chrisa Elliotta u The Travelling Poet, kratkom filmu produciranom za televizijski talk-show Late Night with David Letterman.

## Vanjske poveznice
- Okamenjena šuma u internetskoj bazi filmova IMDb-a